# Twierdza w Sagres
36°59′52″N 8°56′56″W/36,997778 -8,948889

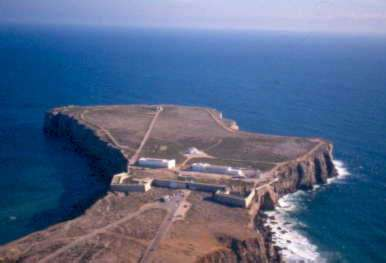
Widok na twierdzę z lotu ptaka

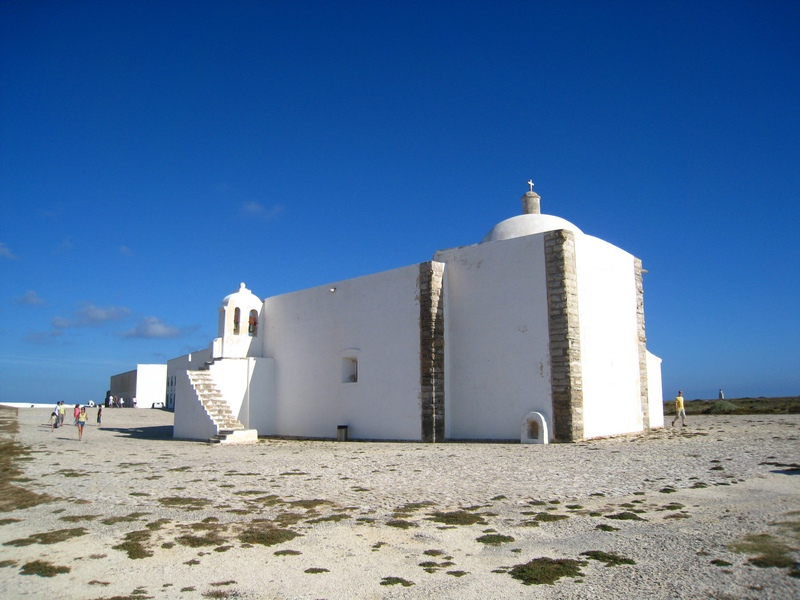
Kościół Matki Bożej Łaskawej

Twierdza w Sagres (pt. Fortaleza de Sagres) – położona na przylądku Ponta de Sagres, gdzie w XV wieku miała się mieścić szkoła kartografów króla Henryka Żeglarza. Twierdza została zniszczona przez Francisa Drake'a w 1587 roku i następnie przez trzęsienie ziemi w 1755 roku. Odbudowana poddana została przebudowie w latach 40. XX wieku. Z pierwotnej twierdzy zachował się jedynie kościół Matki Bożej Łaskawej położony wewnątrz twierdzy.